# Mirabello (Pavia)
Mirabello è una frazione del comune di Pavia posta a nord del centro abitato, verso San Genesio ed Uniti.

## Storia
Intorno al 1180, dove ora sorge Mirabello, fu fondato il monastero cistercense del Gesù, con il passare degli anni, presso il monastero sorse un piccolo insediamento, detto nel XIII secolo Miscla, ricco di mulini e difeso, almeno dal 1297, da un torre. Successivamente la località fu chiamata Torre della Mischia, e, a partire dal 1325, la famiglia pavese di Fiamberti cominciò ad acquistare vasti beni nella zona, tanto che, tra il 1325 ed il 1341, i Fiamberti realizzarono anche un castello. Negli anni ’60 del Trecento, Galeazzo II visconti acquistò dai Fiamberti la metà del castello, mentre l’altro lato del castello fu espropriato dal Visconti. In questo periodo, con la creazione del Parco Visconteo, anche il nome del luogo cambiò da Torre della Mischia a Mirabello. 
Mirabello (CC F237) era il principale centro del Parco Vecchio e sede del Capitano del Parco. Il Parco Vecchio era la parte più antica del vastissimo parco dei Visconti, che congiungeva il Castello di Pavia alla Certosa; anche dopo la caduta degli Sforza e la rovina del Parco, esso sopravvisse come entità amministrativa autonoma. Nel territorio di Mirabello venne combattuta la battaglia di Pavia del 1525. Nel 1750 la località non era infeudata ed era retta da un console e un deputato eletti annualmente dal consiglio generale. Nel 1757 Mirabello venne inserito nella XII delegazione del Parco Vecchio di Pavia e le fu allegata la frazione di Porta Pescarina. Nel 1805 Mirabello è classificato come comune di III classe del Dipartimento d'Olona, distretto II di Pavia, cantone I di Pavia. Nel XVIII secolo a Mirabello è unito il comune di Torre Pescarina, e nel 1844 i comuni di Cantugno, Torre del Gallo, Cornaiano, Restellone e Due Porte. 
Nel 1859 il comune era retto da un consiglio di 15 membri e da una giunta di due membri. Nel 1863 prese il nome di Mirabello ed Uniti di Pavia. Nel 1883 alcune frazioni (Scala, Torretta, Bordoncina e San Giuseppe) vennero unite a Pavia. Nel 1939 il comune viene soppresso e unito a Pavia e in parte a San Genesio ed Uniti.
Oltre castello a Mirabello sorge anche la chiesa di Santa Maria Assunta, documentata almeno dal XV secolo, e ricostruita in forme barocche nel 1663.

## Società

### Evoluzione demografica
- 700 nel 1751[2]
- 916 nel 1805[4]
- 1.726 nel 1853[5]
- 1.765 nel 1859[5]
- 1.802 nel 1861[10]
- 1.878 nel 1871[6]
- 1.987 nel 1881[6]
- 1.801 nel 1901[6]
- 2.083 nel 1911[6]
- 2.315 nel 1921[6]
- 2.577 nel 1931[6]
- 2.568 nel 1936[6]